# Jacob Jensen (político)
Jacob Jensen (nascido em 26 de maio de 1973, em Holbæk) é um político dinamarquês, membro do Folketing pelo partido político Venstre. Ele foi eleito para o parlamento nas eleições legislativas dinamarquesas de 2005.

## Carreira política
Jensen foi eleito para o parlamento nas eleições de 2005, tendo posteriormente sido reeleito nas eleições de 2007, 2011, 2015 e 2019.